# Jean-Louis Noumakagnan
Jean-Louis Noumakagnan (* 25. August 1962) ist ein beninischer ehemaliger Fußballspieler. Seine Stammposition war im Tor.
Für die beninische Fußballnationalmannschaft absolvierte er seine Debütpartie 1992 in der Qualifikation zur Fußball-WM 1994, die gegen Äthiopien verloren wurde. Sein letztes in der Online-Datenbank national-football-teams.com hinterlegtes Spiel war eine 8:2-Niederlage gegen Namibia in der Vorausscheidung zur Afrikameisterschaft 2002.